# رضا ثروتی
رضا ثروتی (زادهٔ ۱۳ دی ماه ۱۳۶۲ در تهران) نویسنده، شاعر و کارگردان ایرانی است. او همچنین در زمینه طراحی صحنه و طراحی حرکت نیز فعالیت می‌کند. ثروتی از جمله کارگردانان موفق ایرانی است که در سه سال متوالی عنوان کارگردان برگزیده بخش بین‌الملل تئاتر فجر را برای نمایش‌های «مکبث»، «عجایب‌المخلوقات» و «ویتسک» کسب کرده و همچنین برنده جایزه انجمن منتقدان روسیه برای کارگردانی نمایش «مکبث» شده است.
رضا ثروتی دانش‌آموختهٔ کارشناسی ادبیات نمایشی از دانشگاه آزاد اسلامی واحد تنکابن و کارشناسی ارشد کارگردانی از دانشگاه تربیت مدرس است. او در سال ۲۰۰۳ گروه هنری «مکث» را بنیان نهاد، گروهی که به تحقیق در زمینه اشکال فیزیکی بیان تئاتری می‌پردازد.
وی در عرصه بین‌المللی یکی از کارگردانان شناخته شده تئاتر ایران است که اجراهای بسیاری را در شهرهای آمستردام، روتردام (هلند)، تورینو و بلونیا و میلان (ایتالیا) باتومی، تفلیس، پوتی، چیاتورا (گرجستان)، سن‌پترزبورگ (روسیه) و… داشته است و کتاب‌ها و مقالات علمی پژوهشی خارجی و داخلی به تحلیل و بررسی سبک‌های متفاوت اجرایی آثارش پرداخته‌اند.

## حرفه
ثروتی آثار بسیاری را در زمینه تئاتر تولید و اجرا کرده است. وی از سال ۱۳۸۲ به عنوان نویسنده، کارگردان و بازیگر در آثار مختلف نقش‌آفرینی کرده است. یکی از ویژگی‌های آثار این کارگردان، توجه به کیفیت کار با بازیگران است. در جشنواره‌های داخلی و بین‌المللی و همچنین جشن بازیگری تئاتر، که داوران هر سال منتخبینی از میان آثار اجراشده را انتخاب می‌کنند، بازیگران آثار او در دوره‌های مختلف در میان برگزیدگان قرار گرفته‌اند. از جمله این موارد می‌توان به انتخاب مرتضی اسماعیل‌کاشی، پانته‌آ پناهی‌ها و بابک حمیدیان به‌عنوان بازیگران برگزیده در بخش بین‌الملل جشنواره تئاتر فجر و دهمین جشن بازیگری تئاتر اشاره کرد. گروه بازیگران نمایش «فهرست» و گروه بازیگران نمایش «عجایب المخلوقات» که هر دو نمایش جزو آثار ثروتی بود، جزو برگزیدگان بوده‌اند. همچنین، بهناز جعفری و ستاره پسیانی در سیزدهمین جشن بازیگر خانه تئاتر برای نمایش «اتاق ورونیکا» و بابک حمیدیان، حسام منظور و مرتضی اسماعیل‌کاشی برای نمایش «مکبث» به‌عنوان برگزیده انتخاب شدند. در نمایش از «از پا نیفتاده» نیز مرتضی اسماعیل‌کاشی و رضا ثروتی در فهرست برگزیدگان قرار گرفتند.
از جمله آثار برجسته او می‌توان به «عجایب المخلوقات»، «مکبث» و «فهرست» اشاره کرد. برخی از آثار او همچو نمایش‌های «مکبث» و «عجایب المخلوقات» در شهرهای آمستردام، باتومی، تفلیس، پوتی، چیاتورا، تورینو و بلونیا به نمایش درآمده‌اند و در فستیوال‌های مختلف شرکت کرده‌اند. کتاب‌ها و مقالات علمی و پژوهشی بسیاری به تحلیل و بررسی سبک‌های متفاوت اجرایی آثار ثروتی پرداخته‌اند.

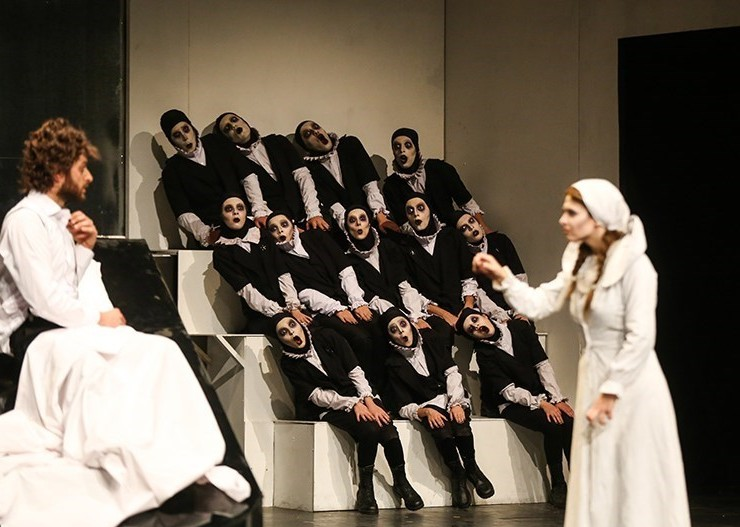
نمایش «فهرست» به کارگردانی رضا ثروتی در سال ۱۳۹۵

### نمایش از پا نیفتاده
این نمایش توانست در دهمین جشنواره بین‌المللی تئاتر دانشگاهی اجرای برگزیده شود و رضا ثروتی توانست در بخش‌های نویسندگی و کارگردانی و طراحی صحنه جوایز اصلی را کسب کند. این نمایش اجرای منتخب جشنواره ترنج و همچنین جشنواره منطقه‌ای مشهد شده است و اولین اثر حرفه‌ای است که پس از موفقیت‌های ثروتی در عرصه دانشجویی به عنوان اجرایی حرفه‌ای در سالن اصلی مولوی به روی صحنه رفته است.

### نمایش مکبث
اجرای «مکبث» که در سال ۱۳۸۸ در جشنواره بین‌المللی تئاتر فجر با کارگردانی و نویسندگی ثروتی به نمایش درآمد، توانست جایزه هیئت داوران جشنواره را به خود اختصاص دهد و پر بازدیدترین نمایش سالن شود. این نمایش همچنین در هفدهمین دوره جشنواره «رنگین کمان» در سال ۲۰۱۶ در سنت پترزبورگ به نمایش درآمد و موفق به کسب عنوان نمایش برگزیده این جشنواره از سوی انجمن منتقدان تئاتر روسیه شد. «مکبث» اقتباسی از ویلیام شکسپیر بود که با تکنیک‌های سینمایی به صورت یک نماشنامه تئاتر درآمده بود. ثروتی در مصاحبه‌ای با روزنامه ودموستی دربارهٔ تکنیک‌های سینمایی استفاده شده در نمایش «مکبث» صحبت کرد و آن را مقدمه‌ای برای ورود به دنیای سینما در آینده توصیف کرد. این نمایش همچنین در فستیوال هنرهای مدرن ایران در شهر بولونیای ایتالیا در سال ۱۳۹۵ و در فستیوال گدانس کشور لهستان در سال ۱۳۹۶ به نمایش درآمد.

### نمایش عجایب المخلوقات
پس از نمایش «مکبث» در سال ۱۳۸۹ نمایش «عجایب المخلوقات» با نویسندگی و کارگردانی او بر روی صحنه نمایش رفت. این نمایش نیز توانست جزو نمایش‌های برگزیده در جشنواره بین‌المللی تئاتر فجر باشد. رضا ثروتی نمایش «عجایب المخلوقات» را یک اثر کامل می‌داند که خودش نویسندگی، کارگردانی و طراحی حرکات آن را انجام داده است. او این نمایش را بدون کلام ساخته تا تماشاگر بتواند آزادانه آن را هر طور که می‌خواهد درک کند. این نمایش در سال ۱۳۹۱ برای عموم در تالار سمندریان و در سال ۲۰۱۳ در جشنواره «رقص بر لبه» در کشور هلند به نمایش درآمد. ثروتی بین سال‌های ۱۳۹۱ تا ۱۳۹۷ آثار قابل توجهی چون «فهرست مردگان»، «تن شوری» و «اتاق ورونیکا» را بر روی صحنه نمایش برد.

### نمایش ویتسک
نمایش «ویتسک» به کارگردانی ثروتی در اوایل دهه ۹۰ توانست جایزه ویژه هیئت داوران را در بخش بین‌الملل سی و یکمین جشنواره تئاتر فجر کسب کند. این نمایش در قالب یک تور اروپایی در سال ۲۰۱۷ در پیکولوتئاتر ایتالیا و فستیوال نانسی فرانسه به همراه بازیگرانی چون پانته‌آ پناهی‌ها به نمایش درآمد.

### چیدمان و طراحی پیکره‌ها در نمایشگاه آندر گراند
رضا ثروتی در نمایشگاه آندرگراند که از ۱۹ تا ۳۱ اردیبهشت در گالری آران برگزار شد، به‌عنوان طراح حرکات و چیدمان با سیامک فیلی‌زاده همکاری داشت. این نمایشگاه با محوریت دوران صدارت ناصرالدین‌شاه قاجار و در قالب ۲۷ تابلو، روایتی دراماتیک از فضای اجتماعی آن دوره را بازنمایی می‌کرد. طراحی میزانسن‌ها و چیدمان‌های تئاتری توسط رضا ثروتی نقش بسزایی در خلق فضای گروتسک و هجوآمیز آثار ایفا کرد و تجربه‌ای بینارسانه‌ای میان تئاتر و هنرهای تجسمی رقم زد. کتابی با عنوان «اسب‌ها» که شامل مجموعه اشعار رضا ثروتی است نیز منتشر شده است.

#### فهرست آثار حرفه‌ای:[۱][۵]
| نام اثر           | نقش                                  | سال تولید | جوایز و افتخارات                                                              | توضیحات                                                 |
| ----------------- | ------------------------------------ | --------- | ----------------------------------------------------------------------------- | ------------------------------------------------------- |
| «از پا نیفتاده»   | نویسنده، کارگردان، دراماتورژ، بازیگر | ۱۳۸۶      | نویسنده و کارگردان برگزیده جشنواره ترنج مازندران                              | اجرای عمومی در سالن اصلی مولوی                          |
| «مکبث»            | دراماتورژ، طراح، کارگردان            | ۱۳۸۸      | جایزه ویژه هیئت داوران جشنواره بین‌المللی تئاتر فجر، جایزه انجمن منتقدان روسیه | اجرای عمومی در سالن سایه، تئاتر شهر                     |
| «عجایب المخلوقات» | نویسنده، طراح، کارگردان              | ۱۳۸۹      | جایزه ویژه هیئت داوران جشنواره بین‌المللی تئاتر فجر                            | اجرای عمومی در تماشاخانه ایرانشهر ، سالن ناظرزاده       |
| «جیغ و خمیازه»    | نویسنده، طراح، کارگردان              | ۱۳۸۹      | ----                                                                          | اجرای پرفورمنس در گالری ایست                            |
| «ویتسک»           | دراماتورژ، طراح، کارگردان            | ۱۳۹۲      | جایزه ویژه هیئت داوران جشنواره بین‌المللی تئاتر فجر                            | اجرای عمومی در سالن حافظ، بنیاد رودکی                   |
| «فهرست»           | نویسنده، طراح، کارگردان              | ۱۳۹۴      | ----                                                                          | اجرای عمومی در سالن حافظ، بنیاد رودکی                   |
| «اتاق ورونیکا»    | دراماتورژ، طراح، کارگردان            | ۱۳۹۴      | ----                                                                          | اجرای عمومی در تماشاخانه عمارت مسعودیه                  |
| «فهرست مردگان»    | نویسنده، طراح، کارگردان              | ۱۳۹۵      | ----                                                                          | اجرای عمومی در تماشاخانه ایرانشهر، سالن ناظرزاده کرمانی |
| «تن شوری»         | نویسنده، طراح، کارگردان              | ۱۳۹۷      | ----                                                                          | اجرای عمومی در سالن مستقل تهران                         |
| «جنایات و مکافات» | نویسنده، طراح، کارگردان              | ۱۳۹۸      | ----                                                                          | اجرای عمومی در تالار وحدت، بنیاد رودکی                  |

## جوایز
- جایزهٔ ویژهٔ هیئت داوران در بخش مسابقهٔ بین‌الملل بیست و هشتمین جشنوارهٔ بین‌المللی تئاتر فجر برای نمایش مکبث[۳۵]
- جایزهٔ ویژهٔ هیئت داوران در بخش مسابقهٔ بین‌الملل بیست و نهمین جشنوارهٔ بین‌المللی تئاتر فجر برای عجایب‌المخلوقات[۳۶][۳۷]
- جایزهٔ ویژهٔ هیئت داوران در بخش مسابقهٔ بین‌الملل سی و یکمین جشنوارهٔ بین‌المللی تئاتر فجر برای نمایش ویتسک[۳۰]

### جوایز دوران دانشجویی
- نویسنده و کارگردان برگزیده دهمین جشنوارهٔ بین‌المللی تئاتر دانشگاهی ایران برای نمایش «از پانیفتاده»
- نویسنده و کارگردان برگزیده جشنواره دانشجویی منطقه‌ای مشهد
- نویسنده و کارگردان برگزیده جشنواره ترنج مازندران برای نمایش «از پانیفتاده»
- کارگردان برگزیدهٔ دوازدهمین جشنواره بین‌المللی تئاتر دانشگاهی ایران برای نمایش «مکبث»